# Hòa Tân, thành phố Cà Mau
Hòa Tân là một xã thuộc thành phố Cà Mau, tỉnh Cà Mau, Việt Nam.

## Địa lý
Xã Hòa Tân nằm ở phía nam thành phố Cà Mau, có vị trí địa lý:
- Phía đông giáp tỉnh Bạc Liêu
- Phía tây giáp xã Hoà Thành
- Phía nam giáp huyện Đầm Dơi
- Phía bắc giáp xã Định Bình và xã Hoà Thành.

Xã Hòa Tân có diện tích 33,12 km², dân số năm 2022 là 11.563 người, mật độ dân số đạt 349 người/km².

## Hành chính
Xã Hòa Tân được chia thành 8 ấp: Bùng Binh 1, Bùng Binh 2, Cái Nai, Cái Su, Gành Hào 1, Gành Hào 2, Hòa Đông, Xóm Chùa.

## Lịch sử
Ngày 25 tháng 7 năm 1979, Hội đồng Chính phủ ban hành Quyết định số 275-CP về việc chia xã Hòa Thành thuộc huyện Cà Mau thành 3 xã: Hòa Thành, Hòa Tân và Bình Thành.
Ngày 30 tháng 8 năm 1983, Hội đồng Bộ trưởng ban hành Quyết định số 94-HĐBT về việc sáp nhập xã Bình Thành và xã Hòa Tân của huyện Cà Mau mới giải thể vào thị xã Cà Mau.
Ngày 14 tháng 2 năm 1987, Hội đồng Bộ trưởng ban hành Quyết định số 33B-HĐBT về việc giải thể xã Bình Thành để sáp nhập vào xã Hòa Thành và xã Hòa Tân; tách một phần diện tích và dân số của hai xã này để sáp nhập vào xã Định Bình.
Xã Hòa Tân có 2.092 hécta đất và 7.481 nhân khẩu.
Ngày 6 tháng 11 năm 1996, Quốc hội ban hành Nghị quyết về việc chia tỉnh Minh Hải thành hai tỉnh là tỉnh Bạc Liêu và tỉnh Cà Mau. Khi đó, xã Hòa Tân thuộc thị xã Cà Mau, tỉnh Cà Mau.
Ngày 14 tháng 4 năm 1999, Chính phủ ban hành Nghị định số 21/1999/NĐ-CP về việc thành lập thành phố Cà Mau thuộc tỉnh Cà Mau. Xã Hòa Tân trực thuộc thành phố Cà Mau.